# Ontologická jistota
Ontologická jistota (někdy překládáno z anglické originálu ontological security jako ontologické bezpečí) je stabilní duševní stav vyplývající z pocitu trvalosti a pořádku událostí v životě jednotlivce. Zjednodušeně řečeno můžeme hovořit o pocitu jistoty bytí. Tento pojem pochází od britského sociologa Anthonyho Giddense z jeho díla Modernity and self-identity.

## Ontologická jistota a důvěra
Giddens říká, že ontologická jistota je určitá a velmi důležitá forma pocitu bezpečí v širokém slova smyslu. S tímto pocitem jistoty je spjatá důvěřivost, kterou mají lidské bytosti v trvalosti své vlastní identity a ve stálosti sociálního a materiálního prostředí svého jednání. Základem pocitu ontologické jistoty je pocit spolehlivosti osob a věcí v našem prostředí. Ontologická jistota je také úzce spjata s „bytím ve světě“. Jedná se však spíše o jev emocionální než kognitivní, zakořeněný v našem nevědomí. Giddens argumentuje tím, že otázky „Existuji reálně?“ „Jsem dnes stejnou osobností, jakou jsem byl včera?“ „Existují reálně ostatní lidé?“ „Bude to, co vidím před sebou, existovat i poté, co se k tomu obrátím zády?“ nelze zodpovědět racionálními argumenty. Dále tvrdí, že, je-li někdo hluboce sužován úzkostí z ostatních lidí, zda k němu nechovají nepřátelské úmysly, nelze takovéto obavy považovat za racionální. Jejich původ lze připisovat spíše emocionálně přecitlivělosti.
Na otázku, proč každý netrpí významným nedostatkem ontologické jistoty, vezmeme-li v potaz nezměrnou tíhu existenciálních starostí v současné společnosti, odpovídá Giddens takto: „Běžní jednotlivci získávají v rané fázi svého života základní dávku důvěru od svých rodičů, převážně od matky.“ Dostatek této důvěry z dětství pak odráží to, jak snadno podlehneme existenciálním obavám, protože nebudeme mít dostatek ontologické jistoty. Důvěra, ontologické bezpečí a pocit trvání věcí a osob jsou v každém dospělém jedinci úzce spjaty. V průběhu života je potřeba tyto aspekty upevňovat např. ujišťováním se o spolehlivosti a čestnosti ostatních, dodržování zvyklostí a denní rutiny.

## Ontologická jistota, modernita a riziko
Dle Giddense má příchod modernity kromě technického pokroku a materiálního zajištění i své další dopady. Prostor a čas v předmoderním světe byly neoddělitelně spjaty. Položit otázku „Kde?“ nebylo možné bez otázky „Kdy?“. V moderní společnosti jsou však prostor a čas od sebe odděleny. K této odloučenosti výrazně přispěl vynález mechanických hodin, zavedení časových pásem a jednotnost kalendáře. K této proměně chápání času a prostoru přiřazuje Giddens termín „vyvázání“, který vysvětluje jako „vytržení“ sociálních vztahů z místních kontextů interakce a jejich restrukturalizaci v neomezených časoprostorových rozpětích. Dopadem „vyvázání“ tak může být znejistění identity aktéra a jeho pohledu na své okolí. S modernitou dále přichází globalizovaná společnost. Ta je oproti společnosti neglobalizované (tradiční, předmoderní) výrazně komplikovanější a také s sebou přináší mnoho globální rizik – možnost celosvětové nukleární války, pád investičních trhů, zvyšující se počet nepředvídatelných událostí, snadné rozšíření vysoce infekčních nemocí. S těmito riziky je každý jedinec nucen žít. Jsou zároveň zcela mimo jeho kontrolu (ale také i kontrolu velkých organizací a států) a ohrožují životy velikého počtu ostatních lidí. Za tato rizika nikdo nenese zodpovědnost a není možné dohnat viníka k nápravě – žádný konkrétní jedinec to není. Rizika jsou sice málo pravděpodobná, jejich dopad je však zdrcující. Zatěžkávat se těmito riziky denně není možné a odolávat jim lze skrze ontologickou jistotu.

## Ontologická jistota domova
Příkladem ontologické jistoty může být vlastnictví domova. V souladu s Giddensovým pojetím ontologické jistoty je domov místo konstantního sociálního a materiálního prostředí. Ve svém domově provádíme většinu rutinních činností, které nám dodávají jistotu, a zároveň se v něm cítíme velmi bezpečně, izolováni od rizik vnějšího světa.